# Imam Alimsultanov
Imam Alimsultanov   (República Socialista Soviètica del Kirguizstan, 22 de juny de 1957 - Odessa, 10 de novembre de 1996) nom artistic d'Imampaixa Vakharbievitx Alimsultanov (txetxè: Алимсултанов Вахарбин кӏант Имампаша; rus: Имампаша Вахарбиевич Алимсултанов) va ser un cantautor (bard) popular txetxè.

## Biografia
Alimsultanov va néixer l'any 1957 al si d'una família txetxena al Kirguizstan (URSS). La seva família, havia estat deportada de Txetxènia l'any 1944 després d'un decret de Lavrenti Béria ordenant la deportació de pobles caucàsics (txetxens, ingüixos, balkars, karatxais, calmucs i tàrtars de Crimea) acusats de traïció i col·laboracionisme amb l'ocupació nazi.
El 1958, amb un any, la seva família va poder retornar a Txetxènia. Va completar l'escola secundària a la capital txetxena Grozni. Més tard, Alimsultanov es va graduar a l'Institut Politècnic de Rostov del Don i va treballar com a expert en guany de terres al mar.
Alimsultanov va començar la seva carrera musical als anys 80 després d'haver començat a estudiar música. Va estudiar l'illi, un gènere musical tradicional txetxè, els components principals del qual són llegendes i contes èpics acompanyats d'un instrument de tres cordes anomenat phandar. En lloc d'un phandar, però, Alimsultanov feia servir una guitarra. A més d'interpretar cançons populars txetxenes i pròpies, també va escriure cançons basades en els poemes d'autors txetxens contemporanis com Umar Yaritxev, Musa Geixaev i altres. A diferència de l'estil d'altres bards txetxens com Timur Mutsurayev, la música d'Alimsultanov tendeix a apropar-se més a la música tradicional txetxena. Algunes de les seves cançons més populars inclouen "Gazavat", "Dagestan", " Joƶalla ya marşo " (l'himne de la República Txetxena d'Ichkeria) i " Gunib ".
A l'inici de la Primera Guerra Txetxena el desembre de 1994, Alimsultanov va ser detingut breument després d'un concert i va ser enviat a un camp de filtració rus a Khankala. Tot i que només va estar detingut una nit, va ser humiliat i apallissat. Durant la guerra, Alimsultanov va actuar per als combatents independentistes txetxens, a petició del president de l'autoproclamada República Txetxena d'Itxkèria, Djokhar Dudàiev. També va actuar sovint a Istanbul, recollint diners per als combatents txetxens ferits a la guerra.

## Mort
La nit del 10 de novembre, (segons altres fonts, 8 de novembre) de 1996, tres homes uniformats de policia van irrompre a la casa d'Odesa on Alimsultanov i el seu equip artístic estaven instal·lats havent fugit de Rússia. Allà van disparar a Alimsultanov i altres dos músics. Tots tres van morir. Un quart, que era al bany en el moment de l'atac, va sobreviure.
A dia d'avui el cas continua sense resoldre's. Investigacions de grups independents txetxens han acusat el Servei Federal de Seguretat rus (FSB) de l'assassinat.

## Memòria i homenatges
Aslan Maskhàdov, Xamil Bassàiev, Ruslan Gelayev i altres líders polítics i militars independentistes txetxens van assistir al funeral d'Alimsultanov. Maskhadov va remarcar que "l'Imam valia deu divisions russes".
Alimsultanov va ser enterrat al poble de Novolakskoie prop de Khassaviürt, al Daguestan. El 6 de desembre de 1996, un carrer a l'oest de Khassaviürt va ser rebatejat en el seu honor. A Novolakskoie també va ser instal·lada una placa commemorativa en el seu honor. Les seves cançons segueixen sent populars fins avui entre els txetxens.